# Kamil Grabara
Kamil Mieczysław Grabara (Ruda Śląska, 8 januari 1999) is een Pools voetballer die als keeper uitkomt. Hij verruilde FC Kopenhagen in de zomer van 2024 voor VfL Wolfsburg. Hij maakte in 2022 zijn debuut als international in het Poolse nationale elftal.

## Clubcarrière

### Jeugd
Grabara begon op 7-jarige leeftijd met keepen bij de jeugd van Wawel Wirek, een club uit zijn geboortestad Ruda Śląska. Na enkele jaren verhuisde hij naar de jeugdacademie van Ruch Chorzów, een van de meest succesvolle clubs in Polen. Op 16-jarige leeftijd keepte Grabara al in het tweede elftal van Ruch Chorzów, waarna de club een aanbieding kreeg van Liverpool om hem over te nemen. Grabara maakte aan het begin van het seizoen 2016/17 de overstap naar Engeland voor 250 duizend pond. Grabara werd daarmee de tweede Poolse doelman (na Jerzy Dudek) in de geschiedenis van de Engelse club.

### Liverpool
Bij Liverpool sloot hij in zijn eerste twee seizoenen aan bij het O19- en O21-elftal, maar voor het seizoen 2018-19 werd hij toegevoegd aan de selectie van het eerste elftal. Hij trainde regelmatig met de selectie op Melwood, en maakte zijn debuut in een vriendschappelijke wedstrijd van Liverpool in het voorseizoen tegen Tranmere Rovers. Op 26 september 2018 zat Grabara voor het eerst op de bank bij Liverpool tijdens een wedstrijd in de EFL Cup tegen Chelsea, maar in zijn eerste half jaar bij de senioren kwam het niet tot een debuut. Liverpool besloot om hem in de winter van 2018 te verhuren aan het Deense Aarhus GF.
In Aarhus was Grabara in de tweede seizoenshelft de vaste keeper van het elftal en eindigde hij met de club op de 6e plaats in de Superligaen. Na zijn speeltijd in Denemarken keerde hij terug bij Liverpool, dat hem voor het seizoen 2019-20 opnieuw uitleende en ditmaal aan Huddersfield Town. Ook bij Huddersfield was de Pool een vaste waarde in het basiselftal tijdens het Championship-seizoen, totdat hij begin februari 2020 een hoofdblessure opliep en de rest van het seizoen niet meer aan spelen toekwam. Aan het einde van het seizoen keerde hij weer naar Liverpool, maar onder Jürgen Klopp bleek dat hij geen zicht had op speelminuten. Hij werd daarom voor het seizoen 2020-21 opnieuw verhuurd aan AGF. De Deense club zagen Grabara graag naar Aarhus komen, en hij speelde het volledige seizoen als basisspeler.  

### FC Kopenhagen
Op 3 juli 2021 werd bekend dat Grabara een transfer maakte naar FC Kopenhagen en een vijfjarig contract tekende. Vooral in 2022 speelde hij een sterk seizoen in de Superligaen en de Champions League, en voor deze prestaties werd hij verkozen tot 'Doelman van het Seizoen' door het Deense sporttijdschrift Tipsbladet. In totaal speelde Grabara drie seizoenen voor FC Kopenhagen, waarin hij 126 wedstrijden speelde voor de club. Hij werd twee keer kampioen van Denemarken en won eenmaal de Deense beker.

### VfL Wolfsburg
Grabara werd per 1 juli 2024 de nieuwe keeper van VfL Wolfsburg uit de Bundesliga.

## Clubstatistieken
| Seizoen | Club                | Competitie     | Competitie | Competitie | Beker | Beker | Internationaal | Internationaal | Totaal | Totaal |
| Seizoen | Club                | Competitie     | Wed.       | Dlp.       | Wed.  | Dlp.  | Wed.           | Dlp.           | Wed.   | Dlp.   |
| ------- | ------------------- | -------------- | ---------- | ---------- | ----- | ----- | -------------- | -------------- | ------ | ------ |
| 2018/19 | Liverpool           | Premier League | 0          | 0          | 0     | 0     | —              | —              | 0      | 0      |
| 2018/19 | → Aarhus            | Superligaen    | 16         | 0          | 0     | 0     | —              | —              | 16     | 0      |
| 2019/20 | → Huddersfield Town | Championship   | 28         | 0          | 0     | 0     | —              | —              | 28     | 0      |
| 2020/21 | → Aarhus            | Superligaen    | 29         | 0          | 6     | 0     | —              | —              | 35     | 0      |
| 2021/22 | FC Kopenhagen       | Superligaen    | 32         | 0          | 0     | 0     | 12             | 0              | 44     | 0      |
| 2022/23 | FC Kopenhagen       | Superligaen    | 23         | 0          | 5     | 0     | 4              | 0              | 32     | 0      |
| 2023/24 | FC Kopenhagen       | Superligaen    | 32         | 0          | 4     | 0     | 14             | 0              | 50     | 0      |
| 2024/25 | VfL Wolfsburg       | Bundesliga     | 15         | 0          | 3     | 0     | —              | —              | 18     | 0      |
| Totaal  | Totaal              | Totaal         | 16         | 0          | 6     | 0     | 8              | 0              | 30     | 0      |

Bijgewerkt tot en met 9 januari 2025.

## Interlandcarrière
Grabara doorliep verschillende jeugdelftallen van Polen, en hij was vooral bij het O21-elftal een vaste waarde nadat hij zijn debuut had gemaakt op 14 november 2017 tegen Denemarken. Hij werd al eens in maart 2022 opgeroepen voor het nationale elftal van Polen, maar kwam toen nog niet tot een debuut. Op 1 juni 2022 maakte hij uiteindelijk zijn debuut in een Nations League-wedstrijd van Polen tegen Wales. Op 20 oktober 2022 werd Grabara geselecteerd door bondscoach Czesław Michniewicz voor de definitieve selectie van Polen voor het WK 2022, doordat de geblesseerde Bartłomiej Drągowski moest afhaken. Grabara speelde geen enkel duel op het toernooi waar Polen in de achtste finale werd uitgeschakeld door Frankrijk.

## Erelijst

#### FC Kopenhagen
- Kampioen Superligaen: 2021-22, 2022-23
- Winnaar Deense beker: 2022-23